# Manfred Blauhut
Manfred Blauhut (* 19. Januar 1953) ist ein deutscher Badmintonspieler. 

## Karriere
Manfred Blauhut gewann mit der HSG DHfK Leipzig 1976 Silber bei den DDR-Mannschaftsmeisterschaften. 1978, 1979 und 1990 wurde er mit dem Team der DHfK jeweils Dritter. In der Badmintonnationalmannschaft der DDR kam er zu einem Einsatz.

## Sportliche Erfolge
| Saison    | Veranstaltung                                          | Disziplin    | Platz | Name |
| --------- | ------------------------------------------------------ | ------------ | ----- | --- |
| 1974/1975 | DDR-Studentenmeisterschaft                             | Herreneinzel | 3     | Manfred Blauhut (KMU Leipzig) |
| 1975/1976 | DDR-Mannschaftsmeisterschaft                           | Mannschaft   | 2     | HSG DHfK Leipzig (Wolfgang Böttcher, Gerd Pigola, Jürgen Richter, Volker Herbst, Matthias Röder, Manfred Blauhut, Christel Sommer, Beate Herbst)          |
| 1976/1977 | DDR-Studentenmeisterschaft                             | Herrendoppel | 3     | Manfred Blauhut / Ralph Schieck (HSG DHfK Leipzig / Handelshochschule Leipzig - DHfK Leipzig)                                                             |
| 1976/1977 | DDR-Studentenmeisterschaft                             | Herreneinzel | 1     | Manfred Blauhut (HSG DHfK Leipzig) |
| 1977/1978 | DDR-Mannschaftsmeisterschaft                           | Mannschaft   | 3     | HSG DHfK Leipzig (Jürgen Richter, Volker Herbst, Gerd Pigola, Manfred Blauhut, Matthias Röder, Christel Sommer, Beate Herbst, Rena Eckart)                |
| 1978/1979 | DDR-Mannschaftsmeisterschaft                           | Mannschaft   | 3     | HSG DHfK Leipzig (Jürgen Richter, Gerd Pigola, Volker Herbst, Matthias Röder, Manfred Blauhut, Christel Sommer, Beate Herbst, Rena Eckart, Birgit Harder) |
| 1980/1981 | DDR-Einzelmeisterschaft                                | Herrendoppel | 3     | Manfred Blauhut / Jens Scheithauer (HSG DHfK Leipzig) |
| 1981/1982 | DDR-Einzelmeisterschaft                                | Herrendoppel | 3     | Manfred Blauhut / Jens Scheithauer (HSG DHfK Leipzig) |
| 1982/1983 | Silberner Federball                                    | Herrendoppel | 1     | Jens Scheithauer / Manfred Blauhut (HSG DHfK Leipzig) |
| 1982/1983 | DDR: Internationales Werner-Seelenbinder-Gedenkturnier | Herrendoppel | 3     | Jens Scheithauer / Manfred Blauhut (HSG DHfK Leipzig) |
| 1988/1989 | DDR-Seniorenmeisterschaft AK I                         | Herrendoppel | 1     | Frank-Thomas Seyfarth / Manfred Blauhut (Lok Gera / HSG DHfK Leipzig)                                                                                     |
| 1989/1990 | DDR-Mannschaftsmeisterschaft                           | Mannschaft   | 3     | HSG DHfK Leipzig (Thomas Bölke, Heike Franke, Turid Goetz, Sven Weise, Alexander Pigola, Axel Hundorf, Manfred Blauhut)                                   |
| 2000/2001 | Deutsche Einzelmeisterschaft O45                       | Herreneinzel | 3     | Manfred Blauhut (DHfK Leipzig) |
| 2002/2003 | Deutsche Einzelmeisterschaft O45                       | Herrendoppel | 3     | René Petche (TSV Lauf) / Manfred Blauhut (HSG DHfK Leipzig)                                                                                               |
| 2009/2010 | Deutsche Einzelmeisterschaft O55                       | Herreneinzel | 1     | Manfred Blauhut (HSG DHfK Leipzig) |